# Ron Carroll
Pour les articles homonymes, voir Carroll.
Ron Carroll (né en 1968 à Chicago, en Illinois) est un chanteur, disc jockey, auteur-compositeur, et producteur américain de musique électronique. Dans le milieu, on le connaît principalement en tant que producteur de house, aux influences hip-hop et funky.

## Biographie
Ron Carroll a travaillé avec certains producteurs notoires comme E-Smoove, Maurice Joshua ou encore des artistes français tels que le groupe Superfunk ou encore le DJ et producteur Bob Sinclar. Il produit aussi avec comme associé Spero Pagos, pour d'autres chanteurs ou pour ses propres chansons. Sa collaboration avec le groupe Superfunk en 2000 sur le morceau Lucky Star lui permet d'atteindre le succès en France et de redonner un second souffle à sa carrière aux États-Unis.
En 1994, il a sa première grande chance lorsqu'il assiste à la Winter Music Conference à Miami. Encore inconnu en dehors de Chicago, Carroll s'approche de Louie Vega, qui lui donne l'occasion d'écrire les paroles de Barbara Tucker, I Get Lifted. Cela lui permet de rejoindre Mike Dunn et Byron Stingily, également issus de la scène Chicago house, dans la société de production Deep Soul en tant que chanteur, auteur-compositeur et producteur.

## Discographie
- Superfunk feat. Ron Carroll - Lucky Star
- Bob Sinclar feat. Ron Carroll - House Music (Mixed by Bob Sinclar)